# Santervás de Campos
Santervás de Campos è un comune spagnolo di 156 abitanti situato nella comunità autonoma di Castiglia e León.